# Nicolești, Vâlcea
Nicolești este un sat în comuna Olanu din județul Vâlcea, Muntenia, România.
 Acest articol despre o localitate din județul Vâlcea este deocamdată un ciot. Puteți ajuta Wikipedia prin completarea lui.